# Верховая (Смоленская область)
Верховая — деревня в Ершичском районе Смоленской области России. Входит в состав Беседовского сельского поселения. Население — 41 житель (2007 год). 
Расположена в южной части области в 18 км к западу от Ершичей, в 17 км южнее автодороги А101 Москва — Варшава («Старая Польская» или «Варшавка»), на берегу реки Ипуть. В 14 км севернее деревни расположена железнодорожная станция Понятовка на линии Рославль — Кричев. 

## История
В годы Великой Отечественной войны деревня была оккупирована гитлеровскими войсками в августе 1941 года, освобождена в сентябре 1943 года.